# Disney Jr. (Belgique)
Disney Jr. est une chaîne en langue néerlandaise destinée aux préscolaires.

## Historique
La chaîne Playhouse Disney fut lancé aux Pays-Bas le 3 mai 2010 sur UPC. Elle fut lancée en Belgique le 22 juin 2010 sur Telenet.
Le 1er septembre 2011, la chaîne est renommée Disney Junior, et fut ajoutée à Belgacom TV. Elle est ajoutée sur Ziggo le 10 septembre 2011.
Le 2 juillet 2014, Disney Junior rejoint les offres de KPN.
Le 1er juillet 2015, Disney Channel, Disney Junior et Disney XD 24h intègrent Caiway.
La chaîne cesse sa diffusion aux Pays-Bas le 1er avril 2019, Disney prévoyant de distribuer ses programmes sur Disney+,. Disney Junior reste diffusée en Belgique.
En avril 2025, il a été annoncé que Disney Jr. serait relancé aux Pays-Bas pour remplacer Disney XD le 1er mai.

## Identité visuelle

Logo de Playhouse Disney du 3 mai 2010 au 1er septembre 2011.
Logo de Disney Junior du 1er septembre 2011 au 11 février 2019.
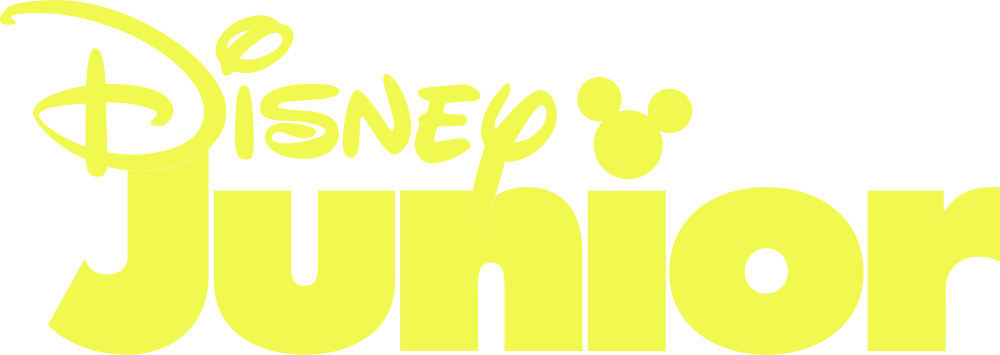
Logo de Disney Junior du 11 février 2019 au 1er juin 2024.
Logo de Disney Jr. depuis le 1er juin 2024.